# Gewerkschaft der Neuen Brief- und Zustelldienste
Die Gewerkschaft der Neuen Brief- und Zustelldienste (GNBZ) ist eine Vereinigung, die sich selbst als Fachgewerkschaft für die neuen Postunternehmen in Deutschland bezeichnet. Nach Feststellung des Arbeitsgerichts Köln handelt es sich jedoch um keine Gewerkschaft.
Diese Entscheidung wurde im Mai 2009 vom Landesarbeitsgericht Köln bestätigt.

## Gründung
Die GNBZ wurde am 12. Oktober 2007 in Berlin gegründet. Der Gründung waren im Sommer 2007 Streitigkeiten über Mindestlöhne bei den Postdienstleistern vorausgegangen. Insbesondere die PIN Group, der Bundesverband der Kurier-Express-Postdienste (BdKEP) und der Arbeitgeberverband Neue Brief- und Zustelldienste (AGV NBZ) waren an einer unkritischen Arbeitnehmerorganisation interessiert. Letzterer soll nach einem Bericht des Fernsehmagazins Report Mainz auch maßgeblich an der Gründung der Vereinigung beteiligt gewesen sein, was von Seiten des AGV NBZ jedoch bestritten wird.
Die GNBZ gibt an, sie wolle sich für die Sicherung der Arbeitsplätze, gerechte und bezahlbare Löhne für alle und für einen fairen Wettbewerb einsetzen.
Die Gründung der Vereinigung und die zwei Tage zuvor durch die PIN Group organisierte Demonstration gegen Mindestlöhne wurden durch eine wohlwollende Berichterstattung der Bild-Zeitung begleitet, deren Konzernmutter Axel Springer AG Mehrheitsaktionär der PIN Group ist.
Der zuständige Rechtspfleger des Amtsgerichts Köln lehnte die Eintragung der GNBZ unter dem 19. Oktober 2007 als Verein ab, weil sie mit ihren 19 Mitgliedern nicht tariffähig sei.

## Organisation
Die GNBZ bezifferte ihre Mitgliederzahl gegenüber dem Verwaltungsgericht Berlin mit 1300. Diese seien bundesweit bei 28 Unternehmen beschäftigt. Zu ihren Mitgliedern gehörten solche in arbeitstechnischen Schlüsselstellen (etwa Depotleiter, Leiter Produktion).
Die GNBZ hat ihre Geschäftsstelle in Köln, wo sie einen siebenköpfigen Vorstand beschäftigt. Hauptamtliches Vorstandsmitglied und Geschäftsführer in Personalunion ist Arno Doll. Nach Recherchen des Bundestagsabgeordneten Werner Dreibus soll es sich bei Doll um ein 66-jähriges früheres Geschäftsleitungsmitglied der Unternehmensgruppe Tengelmann handeln, das anschließend als Steuer- und Unternehmensberater tätig war.
Weitere Mitglieder des Gründungsvorstands waren nach Eigenangaben Christian Hocke, Michael Hocke, Uwe Reichelt, Armin Woick und Annett Zeise.
Nach Recherchen der Wochenzeitung Jungle World waren C. und M. Hocke sowie Reichelt zum Zeitpunkt der Vorstandswahl Angestellte in Leitungsfunktion von PIN Berlin, ebenso wie die als GNBZ-Websiteverantwortliche genannte Heike Dix.
Die GNBZ-Beiträge betragen 0,5 Prozent des Bruttoentgelts bei einem Verdienst von mehr als 410 Euro pro Monat oder 1,50 Euro monatlich für geringer Verdienende und außerordentliche Mitglieder. Nach Aussage des Geschäftsführers Doll finanziert sich die GNBZ ausschließlich aus Mitgliedsbeiträgen und Spenden.

## Finanzierung durch Arbeitgeber
Die GNBZ ist ins Zwielicht geraten, nachdem bekannt wurde, dass sie von der Arbeitgeberseite durch die PIN-Gruppe 133.526,69 Euro erhalten hatte. Die Zahlungen sollen durch Umleitung über eine Kölner Anwalts- und Steuerberatungskanzlei verschleiert worden sein. Der hauptamtliche Vorstand Doll habe auf diesem Umweg zusätzlich zu seinem Monatsgehalt von 3.500 Euro von der GNBZ weitere 21.500 Euro monatliche Zahlungen erhalten.
Die Kölner Kanzlei stellte der PIN Holding außerdem am 5. und 7. Dezember „Beratungsdienstleistungen“ in einer Gesamthöhe von rund 900.000 Euro mit dem Betreff „PIN Group AG wg. Gewerkschaft“ in Rechnung. Diese wurden – wenige Tage vor dem Rücktritt Günter Thiels als PIN-Vorstandschef am 17. Dezember – bezahlt. Der Insolvenzverwalter prüft inzwischen, ob diese Zahlungen der Insolvenzanfechtung unterliegen und zurückgefordert werden müssen.
Die Zahlung von gut 130.000 EUR an die GNBZ wurde von dem ehemaligen Chef der PIN-Gruppe Thiel bestätigt. Zu den weiteren angeblichen Zahlungen äußerte er sich nicht.
Auch der Insolvenzverwalter der PIN-Gesellschaften bestätigte, dass am 10. Dezember 2007 eine Zahlung in der genannten Höhe von der PIN-Holding über einen Umweg an die GNBZ geflossen sei.
Vorstandschef Thiel bestritt jedoch, dass man Einfluss auf die GNBZ habe nehmen wollen.
Die GNBZ räumte in einer Pressemitteilung von 22. März 2008 ein, in ihrer Gründungsphase auf „Spenden und Zuschüsse“ angewiesen gewesen zu sein. Von wem diese kamen, erklärt die GNBZ nicht. Die Behauptung der Finanzierung durch den Arbeitgeber wurde als „nicht nachvollziehbar“ bezeichnet. Als „falsch und böswillig“ wurde der Vorwurf zusätzlicher Honorarzahlungen an Vorstandsmitglieder der GNBZ zurückgewiesen. Es habe zu keinem Zeitpunkt eine Einflussnahme durch die PIN-Gruppe oder gar Bestechungen gegeben.
Mangels eines Anfangsverdachts lehnte es die Staatsanwaltschaft Köln ab, strafrechtliche Ermittlungen gegen die GNBZ aufzunehmen, nachdem die Vereinte Dienstleistungsgewerkschaft eine entsprechende Strafanzeige gestellt hatte. Gegen diese Entscheidung hat ver.di Beschwerde eingelegt.
Das Arbeitsgericht Köln stellte am 30. Oktober 2008 fest, dass die GNBZ aufgrund erheblicher finanzieller Zuwendungen der Arbeitgeberseite nicht die für Gewerkschaften notwendige Unabhängigkeit aufweise.
Gegen die Entscheidung legten GNBZ und der Arbeitgeberverband NBZ Beschwerde ein. Das Landesarbeitsgericht Köln wies die Beschwerde am 20. Mai 2009 zurück, und setzte den Streitwert auf 450.000 Euro fest.

## Mangelnde Tariffähigkeit
Nach einem Beschluss des Landesarbeitsgerichts Köln vom 20. Mai 2009 ist die Gewerkschaft der Neuen Brief- und Zustelldienste nicht tariffähig. Die gegen den Beschluss zunächst eingelegten Rechtsbeschwerden durch die GNBZ und den Arbeitgeberverband der Neuen Brief- und Zustelldienste e.V. (AGV-NBZ) beim Bundesarbeitsgericht wurden von diesen zurückgenommen. Die GNBZ kann damit nicht Vertragspartei eines Tarifvertrages sein. Bislang geschlossene Verträge sind damit hinfällig, einige wurden bereits vorher nicht eingehalten.
Damit sind die Verträge, welche bestimmte Arbeitgeberverbände mit der GNBZ als Tarifverträge abgeschlossen hatten, keine Tarifverträge im Rechtssinn. So hatte der AGV-NBZ mit der GNBZ am 11. Dezember 2007 einen Vertrag über Mindestlöhne für Mehrwertbriefdienstleistungen zwischen 6,50 Euro und 7,50 Euro geschlossen. Einen Tag später hatte Bundesverband der Kurier-Express-Post-Dienste e.V. (BdKEP) mit der GNBZ einen Vertrag für Betriebe abgeschlossen, die als wesentliche betriebliche Tätigkeit näher definierte Postdienstleistungen, insbesondere die gewerbsmäßige Beförderung von adressierten schriftlichen Mitteilungen bis 2 kg zwischen Absender und Empfänger, erbringen.

## Kritik
Kritiker werfen der GNBZ vor, dass es sich nicht wirklich um eine Vertretung von Arbeitnehmern und Arbeitnehmerinteressen, sondern um eine Tarnorganisation der Arbeitgeber handelt, mit dem einzigen Ziel, die gesetzliche Vorgabe eines Mindestlohns für die Branche zu verhindern. Auch wird in Frage gestellt, ob die GNBZ rechtlich überhaupt als Gewerkschaft eingestuft werden könne. Die GNBZ habe als eine von den Arbeitgebern initiierte und von diesen gesponserte Organisation nicht die Durchsetzungskraft, Arbeitsbedingungen tatsächlich auszuhandeln. Sie könne nur die einseitig von der Arbeitgeberseite festgelegten Bedingungen akzeptieren.